# Ore ore
Ore ore (俺俺? lett. "Sono io, sono io") è un film del 2013 diretto da Satoshi Miki.
La pellicola vede l'idol J-pop Kazuya Kamenashi interpretare il ruolo del protagonista; il soggetto è tratto da un romanzo pubblicato nel 2010.
Il film, dopo esser stato proiettato in prima mondiale durante il Far East Film Festival di Udine il 19 aprile 2013, ricevendone il premio del pubblico, è uscito nelle sale giapponesi il 25 maggio.

## Trama
Hitoshi lavora come commesso in un negozio che vende apparecchi elettronici e riesce a mandar a buon fine una truffa utilizzando il telefonino dimenticato da uno dei clienti: si fa trasferire dalla madre dell'uomo una forte somma di denaro sul proprio conto in banca.
Questo ovviamente è solo l'inizio di una serie incredibile di avvenimenti, che vede Hitoshi assumer via via l'identità di più di 20 persone differenti, tra cui anche una donna in carriera, un militare pazzoide e uno studente di liceo.

## Colonna sonora
Il tema musicale è il brano Face to Face della boy band KAT-TUN.